# Patrick Louis (homme politique)
Pour les articles homonymes, voir Patrick Louis et Louis.
Patrick Louis, né le 22 octobre 1955 à Vitry-le-François (Marne), est un universitaire et homme politique français.
Député européen entre 2004 et 2009, il est le dernier secrétaire général du Mouvement pour la France de 2008 à 2018. Conseiller du 6e arrondissement de Lyon, conseiller de la communauté urbaine de Lyon de 2008 à 2014 et conseiller régional de Rhône-Alpes de 1998 à 2004 puis de 2010 à 2015, il mène en parallèle une carrière universitaire en économie et géopolitique. Depuis 2018, il est président de l'Institut des sciences sociales, économiques et politiques (ISSEP), fondé par Marion Maréchal.

## Biographie

### Formation
Vice-président des étudiants de l’université Jean-Moulin de Lyon entre 1977 et 1979, il est agrégé d'économie et de gestion et docteur en science politique[réf. à confirmer].

### Parcours politique
Il participe à sa première campagne électorale aux côtés de Raymond Barre, pour les élections municipales de 1995 à Lyon. Il démissionne cependant entre les deux tours de la liste menée par Jean-Michel Dubernard dans le 6e arrondissement en raison de divergences d'opinions.
En 1998, il est élu sur la liste de Charles Millon au conseil régional de Rhône-Alpes et devient président de la commission Transport.
Élu député européen en 2004, pour la région Sud-Est, il représente avec Philippe de Villiers et Paul-Marie Coûteaux le souverainisme français au Parlement européen. Il siège pendant cinq ans au sein du groupe Indépendance/Démocratie. Lors de la législature européenne 2004-2009, Patrick Louis a été présent à plus de 83 % des sessions du Parlement européen (250 jours sur 298). 55 % de ses votes enregistrés (en) (2 732 sur 4 250) sont conformes au vote majoritaire de son groupe parlementaire, le Groupe Indépendance/Démocratie. En outre, il a voté en accord avec les autres eurodéputés français dans 31 % des cas.
Il est le coordinateur du MPF pour la région Rhône-Alpes et l'animateur du mouvement Combat pour les valeurs. Lors du bureau politique du MPF du 17 mai 2008, Patrick Louis est nommé secrétaire général, soit numéro deux du mouvement. Il conserve cette fonction jusqu'à la dissolution du mouvement le 28 juin 2018. Il devient ensuite adhérent Les Républicains.
En décembre 2006, il se déclare candidat aux élections municipales de 2008 à Lyon mais se rallie finalement à Dominique Perben (UMP). En mars 2008, il est élu conseiller d'arrondissement dans le 6e, puis conseiller communautaire du Grand Lyon.
En mars 2010, il est de nouveau élu conseiller régional en Rhône-Alpes et siège dans le groupe Union de la droite et du centre.
Il a envisagé avec Christine Boutin une liste commune aux élections européennes de 2014 mais y renonce peu de temps après.
Il est investi candidat Union nationale (soutenu par le Rassemblement national, Les Républicains à droite, Reconquête !, Debout la France) pour les élections législatives de juin 2024 dans la neuvième circonscription du Rhône. Il arrive en tête du 1er tour avec 35,41% des suffrages exprimés, devant le député sortant qui obtient quant à lui 25,41%.

### Carrière professionnelle
Professeur agrégé (économie et gestion) à l'université Jean-Moulin-Lyon-III, spécialisé en économie politique et en géopolitique à l’IAE Lyon 3 depuis 1983, il est responsable du master 2 « politiques stratégie action politiques internationales » option expertise internationale ». Il est le directeur du site interactif de géopolitique geolinks.fr. Cofondateur de l’école de commerce Hestrad, qui par la suite a fusionné avec ESDES – faculté catholique. Il enseigne également à l’EM Lyon Business School et au séminaire d'Ars.
Président du conseil scientifique de l'Institut des sciences sociales, économiques et politiques (ISSEP)depuis sa création en mai 2018, il justifie sa collaboration avec Marion Maréchal par son refus d'une « pensée unique » et sa volonté d'un « débat contradictoire ».

### Vie privée
Patrick Louis est marié et père de 7 enfants. Sa fille, Anne Lorne, a également été engagée en politique, conseillère régionale Les Républicains d'Auvergne-Rhône-Alpes.

## Distinctions
- Chevalier de l'ordre des Palmes académiques
- Médaille du Parlement européen

## Publication
- Patrick Louis et Alain Teston, Le Budgétaire, Paris, First, 1989 (ISBN 2-87691-049-7).